# 3295 Murakami
3295 Murakami eller 1950 DH är en asteroid i huvudbältet, som upptäcktes 17 februari 1950 av den tyske astronomen Karl Wilhelm Reinmuth i Heidelberg. Den har fått sitt namn efter astronomen Tadayoshi Murakami.
Asteroiden har en diameter på ungefär 13 kilometer.